# Wójcin (województwo dolnośląskie)
Wójcin (do 2009 Wojnowice) – wieś w Polsce, w województwie dolnośląskim, w powiecie strzelińskim, w gminie Kondratowice.
Do 2023 r. miejscowość była przysiółkiem wsi Błotnica.
W latach 1975–1998 miejscowość administracyjnie należała do województwa wrocławskiego.